# Antonio Soto (escritor)
Antonio Soto (Cádiz (España), 28 de febrero de 1884-Montevideo, 1980) fue un periodista y narrador español, que utilizó el seudónimo Boy para escribir en diversos periódicos de Uruguay y Argentina.

## Biografía
Sus padres fueron Antonio Soto y Carlota Begbeder
Se inició como cronista parlamentario del periódico El Bien Público.
Publicó sus artículos en el diario católico El Plata, de Montevideo (Uruguay), y fue colaborador del diario La Nación, de Buenos Aires (Argentina).
En 1924 se reunieron en un libro sus columnas («Rondas») publicadas originariamente en el diario El Plata.

## Obras

### Narrativa
- 1918: Un hombre perdido.
- 1926: Las parejas negras.
- 1937: Juan, Pedro y Diego.
- El molino quemado (sin fecha), con ilustraciones del dibujante Mario Radaellli.